# Задній Фішергорн
Задній Фішергорн (нім. Hinter Fiescherhorn) — це гора висотою 4 025 м.н.м. в Бернських Альпах, розташована в кантоні Вале поряд з його кордоном з кантоном Берн. Вона є частиною масиву Фішергорн, що складається з вершин:
- Великий Фішергорн (4 049 м.н.м.)
- Задній Фішергорн (4 025 м.н.м.)
- Малий Фішергорн, також відома як Окс (нім. Ochs) (3 895 м.н.м.)

Материнською вершиною для Заднього Фішергорну є Великий Фішергорн.
З північного боку вершина добре схована за іншими горами і її видно тільки від селища Грінделвальд (1 034 м.н.м.).
Територія довкола Фішергорнів з усіх боків оточена фірнами та льодовиками: з півночі є Ішмеер (нім. Ischmeer), зі сходу Валійський Фішерфірн, а з півдня та заходу — Поле вічного снігу (нім. Ewigschneefäld). Найближчі гори розташовані: з заходу — відділена сідловиною Нижній Менхсйох (3 523 м.н.м.) гора Менх (4 107 м.н.м.); з півночі — відділений сідловиною Фішерзаттель (3 923 м.н.м.) Великий Фішергорн, з півдня — гори Малий та Великий Ґрюнгорн з висотою 3 913 м.н.м. та 4 044 м.н.м. відповідно.